# Amycinae
Amycinae este o subfamilie de păianjeni-săritori. 

## Sistematică
- Amycini
  - Acragas Simon, 1900 — America Centrală, America de Sud (20 specii)
  - Albionella Chickering, 1946 — Guineea Franceză, Panama (3 specii)
  - Amycus C. L. Koch, 1846 — Mexic, America de Sud (14 specii)
  - Arnoliseus Braul, 2002 — Brazilia (2 specii)
  - Encolpius Simon, 1900 — America de Sud (3 specii)
  - Frespera Braul & Lise, 2002 — Venezuela (2 specii)
  - Hypaeus Simon, 1900 — America Centrală, America de Sud (19 specii)
  - Idastrandia Strand, 1929 — Singapore (1 specie)
  - Letoia Simon, 1900 — Venezuela (1 specie)
  - Mago O. P.-Cambridge, 1882 — America de Sud, Sri Lanka (12 specii)
  - Noegus Simon, 1900 — America Centrală, America de Sud (21 вspecii)
  - Pseudamphidraus Caporiacco, 1947 — Guineea (2 specii)
  - Vinnius Simon, 1902 — Brazilia, Argentina (4 specii)
  - Wallaba Mello-Leitão, 1940 — India de Vst, Guineea(3 specii)

- Astiini

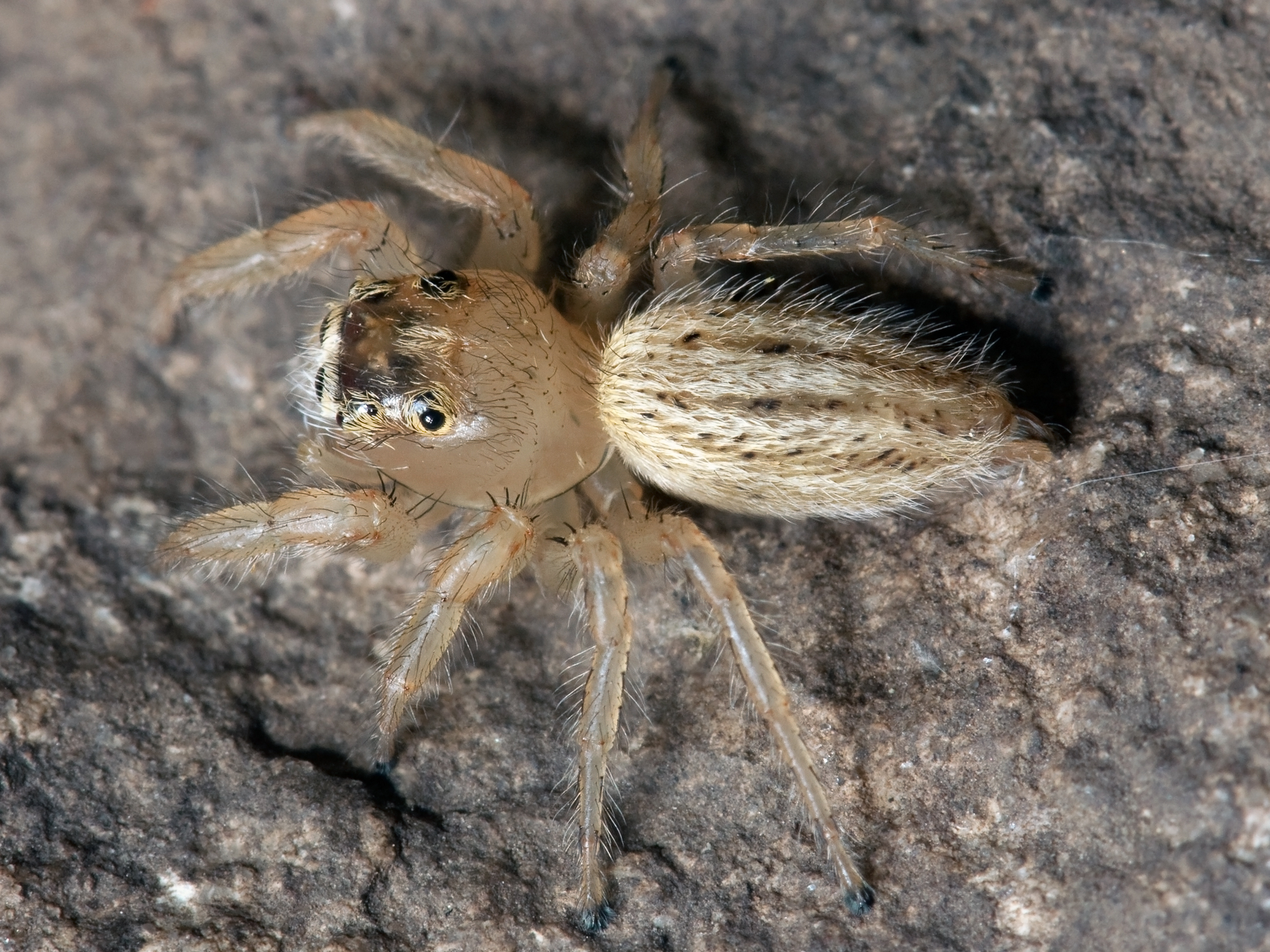
Thiodina puerpera

  - Adoxotoma Simon, 1909 — Australia, Noua Zeelandă (6 specii)
  - Anaurus Simon, 1900 — Brazilia (1 specie)
  - Arasia Simon, 1901 — Australia, Noua Guinee (3 specie)
  - Aruana Strand, 1911 — Noua Guinee (2 specii)
  - Astia L. Koch, 1879 — Australia (3 specii)
  - Helpis Simon, 1901 — Australia, Noua Guinee (8 specii)
  - Jacksonoides Wanless, 1988 — Australia (7 specii)
  - Megaloastia Zabka, 1995 — Australia (1 specie)
  - Orthrus Simon, 1900 — Fillipine, insula Borneo (4 specii)
  - Sondra Wanless, 1988 — Australia (15 specii)
  - Tara Peckham & Peckham, 1886 — Australia, Insula Lord Howe (3 specii)
  - Tauala Wanless, 1988 — Australia, Taiwan (8 specii)

- Huriini
  - Admesturius Galiano, 1988 — Chile, Argentina (2 specii)
  - Atelurius Simon, 1901 — Venezuela, Brazilia (1 specie)
  - Hisukattus Galiano, 1987 — Brazilia, Argentina, Paraguay (4 specii)
  - Hurius Simon, 1901 — America de Sud (4 specii)
  - Maenola Simon, 1900 — America de Sud (3 specii)
  - Scoturius Simon, 1901 — Paraguay, Argentina (1 specie)
  - Simonurius Galiano, 1988 — Argentina, Venezuela (4 specii)

- Hyetusini
  - Agelista Simon, 1900 — America de Sud (1 specie)
  - Arachnomura Mello-Leitão, 1917 — Argentina, Brazilia (2 specii)
  - Atomosphyrus Simon, 1902 — Argentina, Chille (2 specii)
  - Bredana Gertsch, 1936 — SUA (2 specii)
  - Hyetussa Simon, 1902 — America de Sud (6 specii)
  - Tanybelus Simon, 1902 — Venezuela (1 specie)
  - Titanattus Peckham & Peckham, 1885 — America Centrală, America de Sud (7 specii)

- Scopocirini
  - Cylistella Simon, 1901 — America Centrală, America de Sud (7 specii)
  - Cyllodania Simon, 1902 — America Centrală, America de Sud (2 specii)
  - Gypogyna Simon, 1900 — Paraguay, Argentina (1 specie)
  - Scopocira Simon, 1900 — America Centrală, America de Sud (9 specii)
  - Toloella Chickering, 1946 — Panama (1 specie)

- Sitticini
  - Aillutticus Galiano, 1987 — Argentina, Brazilia (8 specii)
  - Attulus Simon, 1889 — Europa (1 specie)
  - Jollas Simon, 1901 — America Centrală, America de Sud, Pakistan (10 specii)
  - Pseudattulus Caporiacco, 1947 — Venezuela, Guyana (3 specii)
  - Semiopyla Simon, 1901 — America Centrală, America de Sud (3 specii)
  - Sitticus Simon, 1901 — Eurasia, America, insulele Galapagos (84 specii)
  - Yllenus Simon, 1868 — Eurasia, America de Nord (68 specii)

- Thiodinini
  - Banksetosa Chickering, 1946 — Panama (2 specii)
  - Carabella Chickering, 1946 — Panama (2 specii)
  - Ceriomura Simon, 1901 — Brazilia, Peru (2 specii)
  - Cotinusa Simon, 1900 — America Centrală, America de Sud (27 specii)
  - Monaga Chickering, 1946 — Panama (1 specie)
  - Parathiodina Bryant, 1943 — insula Haiti (1 specie)
  - Thiodina Simon, 1900 — SUA, America de Sud (20 specii)